# Герман Пауль Нітше
Герман Пауль Нітше (25 листопада 1876 — 25 березня 1948) — німецький психіатр,  у націонал-соціалістичному німецькому рейху він був професором психіатрії, директором санаторіїв і будинків престарілих Лейпциг-Дезен і Пірна-Зонненштайн, експертом і медичним директором Акція Т-4. Як лікар, причетний до вбивств у цих закладах, він був засуджений до смертної кари за злочини проти людяності за вбивство понад тисячі людей і гільйотинований у березні 1948 року в Дрездені.

## Походження та кар'єра
Нітше народився в 1876 році в Кольдіці, Саксонія. Його батько, Герман Нітше, був психіатром.  Він відвідував початкову школу в Пірні (нім. Volksschule) з 1882 по 1887 рік. Будучи студентом, він відвідував Кройцшуле в Дрездені. Нітше вивчав медицину в Лейпцигу та Геттінгені та отримав докторський ступінь у Геттінгені в 1902 році, захистивши дисертацію на тему «Розлади пам’яті у двох випадках органічного захворювання мозку». 
З 1904 по 1908 рік він був помічником психіатра Еміля Крепеліна та помічником або лікарем відділення в муніципальній психіатричній лікарні у Франкфурті-на-Майні та в університетських лікарнях у Гейдельберзі та Мюнхені. У 1913 році він переїхав до Дрездена на посаду старшого лікаря в міському санаторії та будинку престарілих.
Добре знайомий із засновником німецької расової гігієни Альфредом Плотцем з 1910 року, Нітше брав участь у виставці з расової гігієни на Міжнародній гігієнічній виставці в Дрездені в 1911 році. Пізніше він працював психіатром у Пірні в санаторії та будинку престарілих у замку Зонненштайн, яким тимчасово керував з 1914 до початку 1918 року.
У квітні 1918 року, після смерті Георга Лемана, він був призначений директором санаторію та будинку престарілих Лейпциг-Дезен.
Призначений професором у 1925 році, Нітше став психіатром-консультантом з інституційних питань уряду Саксонії в 1927 році. Ще на початку 1920-х років він був стурбований питанням поводження з людьми з психічними розладами. У наукових лекціях він виступав за запобігання розмноженню людей з психічними розладами. Ще до 1933 року він був одним із провідних представників психіатрії, орієнтованої на расову гігієну.

## Директор санаторію та будинку престарілих Пірна-Зонненштайн

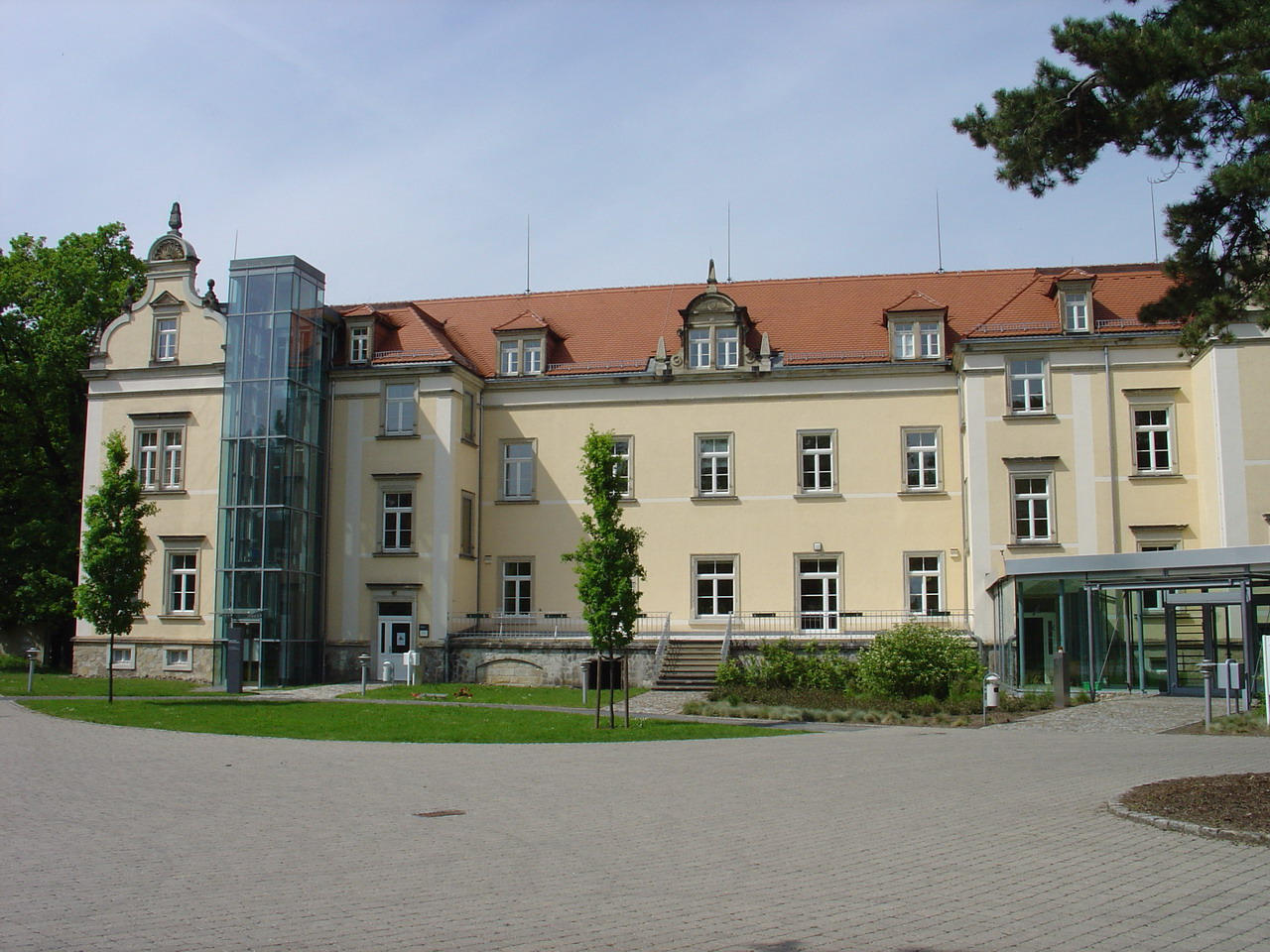
Будинок 16, замок Зонненштейн, як меморіал

1 серпня 1928 року Нітше повернувся до санаторію та будинку престарілих Пірна-Зонненштайн як директор і наступник Георга Ільберга (1862–1942). Тут він також працював над науковими питаннями, що стосуються генетичної біології та криміналістики. Найважливішою його роботою був розділ «Загальна терапія та профілактика психічних захворювань» для «Довідника з психічних захворювань», який був відредагований Освальдом Бумке і вважався стандартною працею. Він був співредактором Journal of Mental Hygiene. Навіть тоді він не був проти примусової стерилізації: щоб запобігти розмноженню людей з психічними розладами, Нітше вимагав у 1929 році, на додаток до шлюбних заборон, «законодавчо регульовану стерилізацію за певних умов, навіть проти волі постраждалих». Ще до 1933 року, коли примусова стерилізація була офіційно запроваджена Законом про запобігання спадковим захворюванням потомства, Нітше беззастережно висловлювався на користь цього заходу. Тепер він також оголосив себе прихильником ідей Карла Біндінга та Альфреда Хоче.
Нітше приєднався до НСДАП 1 травня 1933 року (членський номер 2 969 666).  Він став суддею в Суді спадкового здоров'я в Дрездені. Як секретар «Німецької асоціації психіатрії» він розробив статут «Товариства німецьких неврологів і психіатрів», яке призначило його директором-розпорядником у 1935 році.
У 1936 році Нітше за власною ініціативою запровадив голодну дієту для пацієнтів у Пірна-Зонненштайні, які, згідно з його ідеями расової гігієни, являли собою непотрібний фінансовий тягар для суспільства як «баластні існування». На початку 1939 року начальник відділу «Народна турбота» міністерства внутрішніх справ Саксонії Альфред Фернгольц наполіг на тому, щоб голодна дієта, яку застосовував Нітше, була запроваджена в інших саксонських державних установах.  Нітше залишався медичним директором до тих пір, поки санаторій не було перетворено на центр убивств для Акція T-4, систематичного вбивства людей з психічними розладами під виглядом «евтаназії» наприкінці 1939 року .
1 січня 1940 року Нітше був преведен та став директором санаторію та будинку престарілих у Лейпцигу- Дезен і 1 лютого 1940 року приступив до виконання своїх обов’язків.

## Експерт та медичний директор Акції Т-4
Керівник Управління II канцелярії фюрера, старший директор служби Віктор Брак, який відповідав за організацію операції T4, на початку 1940 року попросив Нітше розробити та випробувати заснований на наркотичних речовинах метод убивства жертв «евтаназії». Нітше зупинив свій вибір на барбітураті «Люмінал», снодійному, який використовувався, серед іншого, для лікування епілепсії та мав дві ключові переваги за призначенням: по-перше, це був препарат, який зазвичай використовувався в усіх клініках і тому був доступний у достатніх кількостях, він був смертельним лише у високих дозах і не призводив безпосередньо до смерті, а до ускладнень, які призводили до смерті пацієнта лише через кілька днів. Таким чином, смерть могла бути спричинена «природною» причиною. Нітше ввів термін «люмінальна схема» та випробував цю процедуру на понад 100 пацієнтах.
Починаючи з 28 лютого 1940 року  Нітше був одним із 40 психіатрів як експерт Т4, також включаючи дев’ять професорів психіатрії, щоб відбирати пацієнтів для вбивства. Він був остаточно відряджений до організації Т4 1 травня 1940 року, де спочатку служив старшим експертом і заступником медичного директора. З грудня 1941 року він замінив Вернера Гейде на посаді медичного керівника операції Т4.
Згідно із заявою Георга Андреае, керівника відділу соціального забезпечення та санаторіїв і будинків престарілих провінційної адміністрації Ганновера, 8 серпня 1961 року Нітше так прокоментував кампанію «евтаназії»: «Це чудово, коли ми можемо позбутися баласту в установах і тепер проводити належну терапію».
Як медичний керівник операції Т4, він був одним із головних відповідальних за вбивство приблизно 70 000 людей з психічними розладами та інвалідністю. Він також був ініціатором вбивств, пов’язаних з наркотиками, під час так званої Акції 14f13 , яка замінила Акцію T4 після її офіційного припинення в серпні 1941 року та забрала щонайменше 30 000 жертв. Як експерт, Нітше також відбирав потенційних жертв з-поміж в’язнів в концентраційних таборах, які потім були задушені газом у двох центрах убивств у Пірна-Зонненштайні та Хартхаймі.

## Суд і страта
Навесні 11 березня 1945 року Нітше був заарештований у Зебніці . Результати розслідування, проведеного радянською владою, були передані німецьким судовим органам у Саксонії 20 червня 1946 року.  Суд над ним проходив з 16 червня 1947 року по 7 липня 1947 року. Він був засуджений до смертної кари за злочини проти людяності на підставі закону № 10 Контрольної ради союзників за вбивство понад тисячі людей. Він намагався виправдати свої дії, заявивши, що вони мали на меті позбавити хворих від болю. Його стратили на гільйотині 25 березня 1948 року в Дрездені, а тіло було передано анатомічному факультету в Лейпцигу.. 

## Дивіться також
- Дія Т4
- Суд над лікарями
- Саксонський психіатричний музей